# Compañía del Anillo
La Compañía del Anillo o Comunidad del Anillo es un grupo ficticio perteneciente al legendarium del escritor británico J. R. R. Tolkien, que tiene una especial importancia en la novela El Señor de los Anillos y da título al primero de los tres libros, La Comunidad del Anillo, publicado en 1954.
Dentro de la novela, la Compañía tuvo su origen en las decisiones adoptadas en el Concilio de Elrond en octubre del año 3018 TE, con el objetivo de acompañar al portador del Anillo Único en su misión para destruirlo y así acabar con el Señor Oscuro Sauron. Está compuesta por nueve personajes, los protagonistas principales de la obra, que son representantes de los Pueblos Libres de la Tierra Media.

## Integrantes
- Frodo Bolsón, el «Portador del Anillo»: es un hobbit de la Comarca, sobrino y heredero de Bilbo Bolsón. Al iniciarse el viaje tiene 50 años, es decir, es un varón adulto que está en la mitad de su vida según los estándares hobbits (la vida media de un hobbit es de 100 años). La educación de Frodo estuvo a cargo de Bilbo y aparte de hablar en lengua común, conoce algo de alto élfico. Otros personajes comentan que tiene una gran capacidad de resistencia para sobrevivir a sus heridas y no dejarse subyugar por el Anillo.
- Gandalf «el Gris», luego Gandalf el Blanco: es un mago, que en realidad son maiar encarnados. Gandalf está versado en el uso del fuego y se considera hábil para persuadir y para llegar en los momentos difíciles, cuando hace falta su presencia. Por su sabiduría, conocimientos y poderes es el líder de la Compañía hasta el momento en que cae en el abismo de Moria. El argumento hace pensar en su muerte allí, pero luego reaparece. Después de regresar su personalidad es más alegre y sus poderes más elevados. Al final de la historia se sabe que custodia Narya, uno de los tres anillos de los elfos.
- Samsagaz  «Sam» Gamyi: es otro hobbit de la Comarca, que prestaba servicios de jardinero en la casa de Frodo. Tiene mucho interés por conocer a los elfos y una gran lealtad hacia su señor. Durante el viaje en pareja con Frodo a Mordor le toca desempeñar tareas de cocinero y ser un «Portador del Anillo» incidental.
- Meriadoc «Merry» Brandigamo: es un joven hobbit, primo de Frodo. A menudo es el principal exponente de situaciones humorísticas y de problemáticas extravagantes, causante de la ira de Gandalf por su conducta inmadura.
- Peregrin «Pippin» Tuk: es otro joven hobbit, también primo de Frodo. A menudo es referido por Gandalf como fiel escudero de Merry, debido a que colabora con su amigo en sus travesuras y correrías.
- Aragorn «Trancos»: es un hombre, el último de los dúnedain del Norte, un aventurero errante del pueblo de Eriador, descendiente del Rey Elendil y del Príncipe Isildur, por lo tanto es el Príncipe y legítimo Heredero al Trono de Gondor. Es un gran guerrero y explorador, con increíbles habilidades de liderazgo y determinación, capaz de sobrevivir incluso en tierras despobladas. Oculta su nombre, debido a su elección por el exilio, viviendo como uno de los misteriosos Montaraces. Se encuentra con Frodo y sus compañeros hobbits en Bree y los ayuda en su viaje con El Anillo, llevándolos hasta Rivendel, donde se entera de su destino como futuro Rey. Se transforma en líder de la Compañía tras la desaparición de Gandalf en Moria.
- Boromir: es otro hombre, un dúnadan del Sur, Capitán de la Torre Blanca, hijo del Senescal de Gondor, Denethor II. Es de contextura fuerte y hábil con la espada. Al principio desprecia a Aragorn, tratándolo como simple plebeyo, pero tras enterarse de la verdad, ha tenido que tragarse su orgullo y aceptar la realidad de no meterse con el futuro Rey de Gondor. Su muerte a manos de los orcos de Isengard poco después de haber sido tentado por el poder del Anillo, y haber intentado arrebatárselo a Frodo fue una de las causas de la disolución de la Compañía.
- Legolas «Hojaverde»: es un elfo gris, hijo del Rey de los Elfos del Bosque Negro. Se destaca en la Compañía por su vista aguda y su capacidad como arquero. Es un leal camarada de Aragorn, y el único que sabe de su destino como futuro Rey. Llegó a ser gran amigo de Gimli.
- Gimli: es un enano del pueblo de Durin en la Montaña Solitaria, hijo de Gloin. Lleva como arma un hacha de combate y desconfía de los elfos por razones históricas, aunque llega a hacerse amigo de Legolas y a declararse admirador de la dama Galadriel.

## Historia

### Formación
Cuando el mago Gandalf finalmente descubrió que el anillo encontrado por Bilbo Bolsón y legado a su sobrino Frodo era el Anillo Único de Sauron, aconsejó al hobbit que se fuera de su tierra y se dirigiera a Rivendel, donde otros le ayudarían a decidir qué hacer. Frodo salió de La Comarca con dos parientes, Meriadoc Brandigamo ("Merry") y Peregrin Tuk ("Pippin"), y con Samsagaz Gamyi ("Sam"), un joven jardinero a su servicio. Por el camino pasaron varios peligros y no lograron encontrarse con Gandalf, pero sí con un amigo suyo apodado Trancos. Después de casi ser alcanzados por los Nazgûl (Jinetes Negros) que Sauron había enviado para capturar al anillo y su portador y con Frodo herido de gravedad, lograron llegar a Rivendel y reunirse con Gandalf y Elrond.
Elrond, el señor de Rivendel, convocó a un concilio a diversos representantes de los Pueblos Libres (los no esclavizados por Sauron) que se hallaban en su casa, alguno atendiendo a su llamamiento y otros llegados a Rivendel por iniciativa propia. En el concilio se habló y discutió largamente lo que ocurría en relación con el Anillo y lo que se iba a hacer de ahí en adelante con él, teniendo en cuenta la amenaza constante de Sauron y sus Jinetes Negros y el peligro que conllevaba que Saruman el Blanco se hubiera vuelto maligno y deseara el Anillo para sí. Concluyeron que no podía ser ocultado o llevado al otro lado del mar y, de acuerdo a Elrond, sólo quedaba el camino de destruirlo en el lugar en que fue forjado, el Monte del Destino en el propio país de Sauron, y que habrían de confiar en que él no sospechara que iban a tomar un camino tan arriesgado. El Capitán Boromir de la Torre Blanca discrepó del consejo y sugirió usar el Anillo como un arma para vencer al Señor Oscuro y salvar la Tierra Media, incluso su tierra natal de Gondor, pero ese argumento fue desestimado. Al llegar la hora de decidir quiénes serían los encargados de llevar el Anillo al Monte del Destino, Frodo se ofreció voluntariamente a hacerlo y Elrond aprobó que Sam lo acompañara.
Dos meses después Elrond hizo saber a todos cómo se compondría la Compañía: Frodo iría acompañado de Sam y de Gandalf y el resto serían Legolas representando a los Elfos, Gimli por los Enanos y Boromir y el Príncipe Aragorn ("Trancos") por los Hombres; Merry y Pippin se incluyeron a última hora contra la opinión de Elrond y con el apoyo de Gandalf. De este modo, la Compañía quedó formada por "Nueve Caminantes" que se opondrían a los Nueve Jinetes Negros.

### Viaje
Iniciaron el viaje el 25 de diciembre de 3018 TE y se dirigieron con precauciones hacia el este, teniendo como primer objetivo cruzar las Montañas Nubladas. En el paso de Caradhras se enfrentan a una tormenta y Gandalf teme por la vida de los hobbits, también allí Boromir empieza a codiciar el anillo, creyendo que le servirá para ayudar a su pueblo en la guerra. El primer gran percance de la Comunidad ocurre en las Minas de Moria, en las que el líder Gandalf se enfrasca en la lucha con un Balrog y cae a un abismo, por lo que sus demás compañeros lo creen muerto. Aragorn toma la conducción del grupo y los lleva al reino de Galadriel en el Bosque de Lothlórien, donde pueden guardar duelo por Gandalf y todos los miembros de la Compañía son puestos a prueba por la reina, quien parece inspirarle a cada uno la idea de abandonar la misión para obtener en cambio algo muy anhelado, pero todos eligen continuar. Ella misma es tentada a su vez por Frodo, quien le ofrece quedarse con el Anillo y por un breve momento se revela su poder verdadero y puede verse que ella custodia a Nenya, uno de los tres anillos de los elfos. 
Abandonaron Lothlórien navegando por el río Anduin y seguidos por la criatura llamada Gollum, quien había poseído el Anillo antes de que Bilbo lo encontrara. Además, había indicios de que en las orillas del río había orcos. Desembarcaron en Parth Galen, cerca de la colina de Amon Hen, pues allí debían decidir si continuarían hacia el este a destruir el anillo o antes irían al oeste, a la ciudad de Minas Tirith. La decisión le correspondía a Frodo y se retiró a pensar, pero lo alcanzó Boromir y luego de conversar con él para convencerlo de lo peligroso que era llevar el Anillo a Mordor y permitir que cayera en manos de Sauron y también de lo útil que sería como arma llevado por un hombre de corazón firme, intentó arrebatárselo, pero Frodo usa el poder del Anillo para volverse invisible. 

### Disolución
El último capítulo del primer libro se titula "La disolución de la Comunidad" y narra el modo en que sus miembros toman dos caminos opuestos.
Mientras Frodo reflexionaba en la colina de Amon Hen, Boromir, Merry y Pippin se enfrentaron a una tropa de uruk-hai de Saruman y orcos de Mordor. Boromir muere a flechazos después de matar a muchos enemigos y los dos hobbits son tomados prisioneros. Por su parte Frodo toma la decisión de irse solo a terminar la misión, pero Sam lo descubre y logra convencerlo de que vayan juntos; ambos parten en canoa hacía Emyn Muil, en la ribera oriental del río.
Cuando Aragorn, Legolas y Gimli ven lo que ha ocurrido echan el cadáver de Boromir al río en una barca con su cuerno, sus armas y las de sus enemigos y luego se enfrentan al dilema de a qué par de hobbits dar alcance. Finalmente, deciden que es mejor salvar a los prisioneros y corren hacia el oeste para liberarlos.

### Reencuentros
Mientras el hombre, el elfo y el enano trataban de hallar a los hobbits, se presentó de sorpresa ante ellos Gandalf en el Bosque de Fangorn. Había sobrevivido a la caída, luchado con un Balrog, luego aparentemente había muerto y había sido regresado a la vida con mayores poderes.
Después de la victoria en la batalla del Abismo de Helm los cuatro compañeros se reencontraron con Merry y Pippin sanos y salvos en la entrada a la torre de Isengard.
Cuando parten hacia el sur a continuar luchando en la guerra que se avecina a Gondor, Pippin sustrae un palantir y se decide que sería más sano para él ir con Gandalf a ver al senescal Denethor II. En tanto Merry se queda con los jinetes de Rohan, al servicio del rey Théoden. Aragorn, Legolas y Gimli también van a Gondor, pero antes se desvían por los Senderos de los Muertos para reclutar las almas en pena de soldados perjuros. Frodo y Sam continúan el camino a Mordor acompañados de Gollum.
Durante la Batalla de los Campos del Pelennor, Merry queda herido al acabar con el rey brujo y cuando finalmente Frodo llega a la Grieta del Destino, desiste de destruir el Anillo, pero Gollum se lo arrebata cortándole un dedo en el proceso. Instantes después Gollum cae al fuego y el anillo se destruye, pero los dos hobbits corren peligro de morir en la erupción de la montaña y los rescatan unas águilas gigantes. Al mismo tiempo, Pippin pierde el sentido aplastado por un troll durante la batalla que se pelea ante la Puerta Negra de Mordor. Días después todos se reencuentran y parten de vuelta a Gondor.
En el tiempo de paz que sigue a estos hechos, vivieron juntos en una casa de Minas Tirith hasta que llegó la hora de separarse definitivamente.

### Sucesos posteriores
Aragorn, que adoptaría el nombre de Elessar, fue coronado rey de Gondor y se casó con Arwen, hija de Elrond, en presencia de Gandalf y toda la comunidad. Gimli y Legolas se habían hecho grandes amigos a pesar de las rencillas históricas entre elfos y enanos y viajaron juntos a las Cavernas Centelleantes y luego al Bosque de Fangorn para que ambos conocieran el lugar que fascinaba al otro. En tanto que Frodo, Sam, Merry y Pippin regresaron luego a la Comarca, acompañados parcialmente por Gandalf, a tiempo para luchar y expulsar a las hordas de Saruman que se habían apoderado de ella; durante esta lucha, el mago fue asesinado por su sirviente Gríma.
Tiempo después, Frodo fue a los Puertos Grises para abordar un barco élfico con Bilbo, Gandalf, Elrond y Galadriel y partir hacia el Oeste, al Reino Bendecido. El libro concluye con Sam retornando a su casa después de dejar a Frodo. Sin embargo, en los Apéndices de la obra se relata qué ocurrió después con los restantes miembros de la Comunidad: Aragorn murió 120 años más tarde, retirándose voluntariamente de la vida; Gimli y Legolas también partieron al oeste en barco; y los hobbits llegaron a ser personas importantes en la Comarca y murieron a edad avanzada. Finalmente, Sam, tras la muerte de su esposa, seguiría el Camino de los otros Portadores del Anillo navegando a las Tierras Imperecederas en un barco élfico, tras entregar el manuscrito del Libro Rojo, concluido por él, a su hija Elanor.

## Versión cinematográfica
En la adaptación al cine de la novela, que fue dirigida por Peter Jackson, hay ciertas diferencias en la constitución de la Comunidad y en las relaciones entre sus personajes. Mientras en el libro es Elrond quien los designa unos meses después del Concilio, en la película cada uno de ellos se ofrece a ir durante la reunión. Además se muestra más explícitamente la rivalidad inicial entre Gimli y Legolas y la conducta atolondrada de Merry y Pippin.
- Datos: Q2071479